# Sanluri
Sanluri (sardinski: Seddòri) je grad i općina (comune) u pokrajini Južnoj Sardiniji u regiji Sardiniji, Italija. Nalazi se na nadmorskoj visini od 135 metara i ima 8 504 stanovnika.
 Prostire se na 84,23 km². Gustoća naseljenosti je 101 st/km².
Susjedne općine su: Furtei, Lunamatrona, Samassi, San Gavino Monreale, Sardara, Serramanna, Serrenti, Villacidro, Villamar i Villanovaforru.